# Copipanolis cubilis
Copipanolis cubilis är en fjärilsart som beskrevs av Augustus Radcliffe Grote 1874. Copipanolis cubilis ingår i släktet Copipanolis och familjen nattflyn. Inga underarter finns listade i Catalogue of Life.